# Bayes Business School

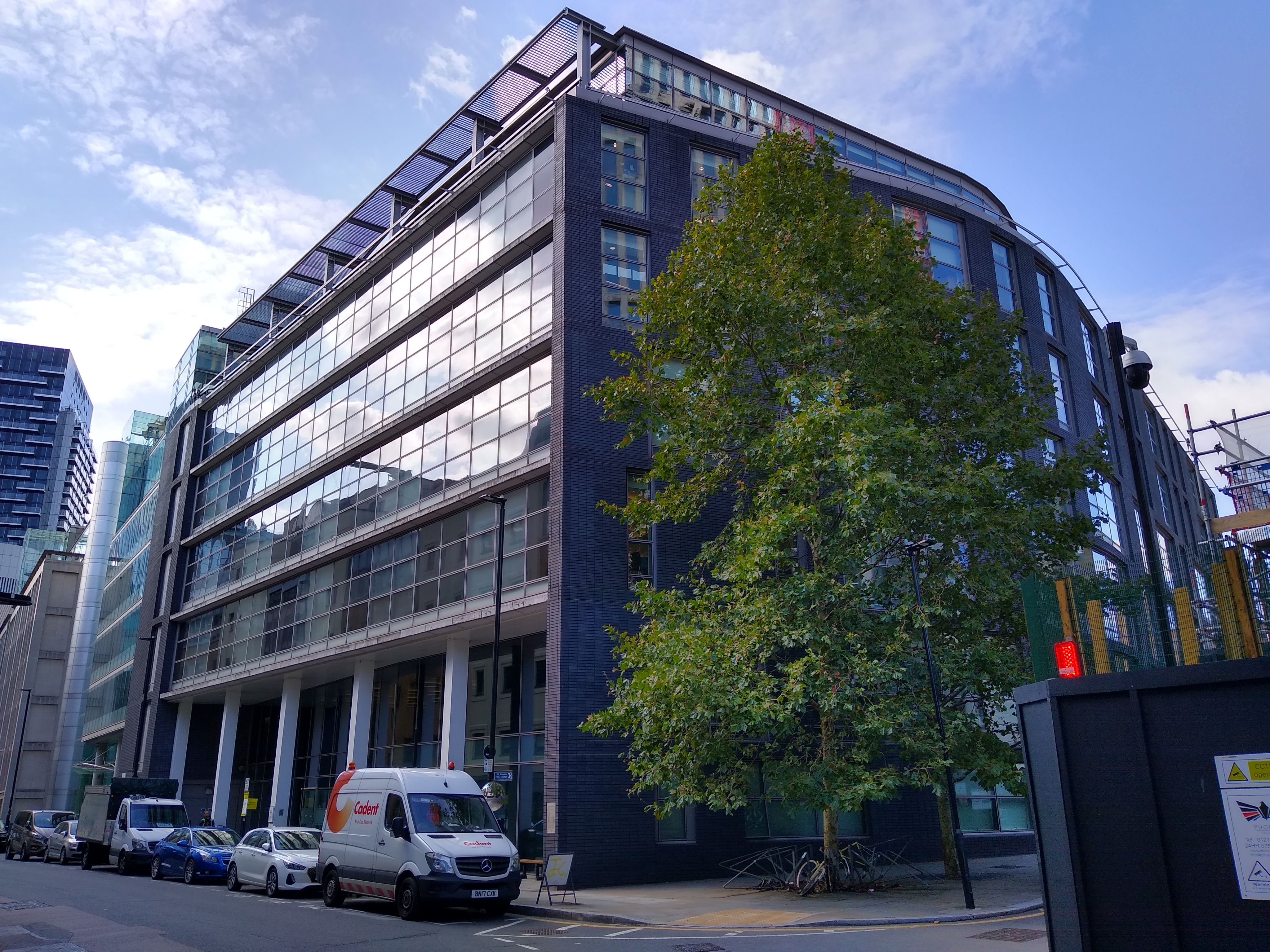

Die Bayes Business School (bis 2021: Cass Business School) ist die Business School der City, University of London und bietet seit 1966 wirtschaftswissenschaftliche Kurse in Form von Bachelor-, Master-, MBA- und Ph.D.-Programmen an. Die Hochschule befindet sich in der City of London und hat auch einen Campus im Finanzzentrum Canary Wharf und im Dubai International Financial Centre.
Es gibt drei Fakultäten: Die der Versicherungsmathematik, der Finanzierung und der Unternehmensführung.
Die englische Business School war anfangs als City University Business School bekannt und änderte ihren Namen nach einer großzügigen Spende von der Sir John Cass Foundation im Jahr 2002. Aufgrund der Verbindungen von John Cass zur Sklaverei wurde die Schule am 6. September 2021 in Bayes Business School umbenannt, nach Thomas Bayes, einem nonkonformistischen Theologen und Mathematiker, der für seine grundlegenden Arbeiten zur bedingten Wahrscheinlichkeit bekannt ist. Die Bayes Business School besitzt die Triple Crown, d. h., sie ist von den drei wichtigsten Akkreditierungsorganisationen EQUIS, AACSB und der AMBA akkreditiert. Stand 2023 besitzen weltweit nur 118 Business Schools die Triple Crown.

## Rankings
Bayes Business School ist die wirtschaftswissenschaftliche Fakultät der City, University of London. Die Universität zählt zu den führenden Hochschulen in London und Großbritannien.
- 2022 wurden die Finance & Accounting Kurse im The Times Good University Guide mit Platz 12 im Vereinigten Königreich bewertet, eine historische Bestplatzierung.[5]
- Im Financial Times Ranking der besten Business Schools in Europa landete die Bayes Business School auf Platz 29 in Europa und Platz 7 im Vereinigten Königreich.[6]
- 2010 landete die Business School im selben Ranking noch auf Platz 12 in Europa und Platz 3 in Großbritannien.[7]
- Im Guardian Ranking 2013 der besten Business Schools in Großbritannien landete die Bayes Business School auf Platz 2.[8]

## Internationale Partneruniversitäten
- Hongkong – Chinesische Universität Hongkong (CUHK), Universität Hongkong (HKU), Hong Kong University of Science and Technology (HKUST)
- Österreich – Universität Wien, Wien
- Belgien – Solvay Business School, Universite Libre de Bruxelles (ULB)
- Frankreich – Ecole Supérieure de Commerce de Paris (ESCP) und Université de Paris (Dauphine)
- Deutschland – Technische Universität München (TUM), Technische Universität Berlin (TUB), EBS Universität für Wirtschaft und Recht
- Irland – Quinn Business School, University College Dublin
- Italien – Wirtschaftsuniversität Luigi Bocconi, Universität La Sapienza und LUISS Rom
- Kanada – Concordia University, University of Waterloo, HEC Montreal und University of Western Ontario
- Spanien – Universitat de Barcelona, Universidad Complutense, Madrid und die Universitat Pompeu Fabra, Barcelona
- Niederlande – RSM, Erasmus-Universität Rotterdam
- Norwegen – Norwegian School of Management
- Singapur – Singapore Management University und The National University of Singapore
- Schweden – Universität Stockholm Business School
- USA – Goizueta Business School, Emory University, Yale University und University of Illinois at Urbana-Champaign

Diese sind Mitglieder des Zusammenschlusses Wirtschaftshochschulen Europäischer Hauptstädte Alliance of Management Schools in European Capitals (AMSEC), bei dem die Bayes ein Gründungsmitglied ist.

## Alumni
(Auswahl)
- Stelios Haji-Ioannou – Gründer von Easyjet
- Muhtar Kent – Chief Executive Officer (CEO) von The Coca-Cola Company
- Phillip Monks – CEO, Europe Arab Bank plc
- Syed Ali Raza – Präsident und Vorstandsvorsitzender der National Bank of Pakistan, MSc
- Kiran Rao – Ehemaliger Vize-Präsident, Marketing and Pricing Policies, Airbus
- Durmuş Yılmaz – Vorstandsvorsitzender der Central Bank of Turkey, BSc
- Dick Olver – Vorstandsvorsitzender der BAE Systems, dem größten Rüstungskonzern Europas; Vorstandsmitglied Reuters
- Liu Mingkang – ehemaliger Vize-Präsident der chinesischen Zentralbank, People’s Bank of China.[9]
- Robert P. Kelly – CEO und Chairman, The Bank of New York Mellon